# Paul McCartney este mort

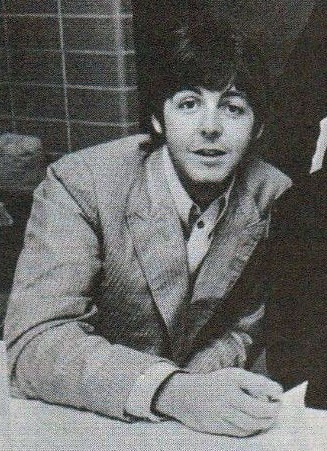
Paul McCartney în octombrie 1966

Paul McCartney este mort este o legendă urbană și teorie conspirativă ce susține că muzicianul englez Paul McCartney ar fi murit într-un accident auto în noiembrie 1966 și înlocuit cu o sosie. Legenda a ajuns populară în 1969. 

## Premisă
Conform teoriei, Paul McCartney a avut pe 9 noiembrie 1966 (sau, conform altor surse, pe 11 septembrie 1966) o ceartă cu ceilalți membri Beatles, în urma căreia a plecat furios cu mașina sa. Nefiind atent la semafor (conform „indiciilor” din A Day in the Life), a făcut accident, în urma căruia a murit pe loc, fiind decapitat (Don't Pass Me By). Pentru a nu crea un șoc social, ceilalți membri Beatles, ajutați de MI5, au căutat o sosie pentru Paul. Numele real al sosiei găsite ar fi William Campbell (sau, conform altor surse, Billy Shears), un orfan din Edinburgh. Ulterior, ceilalți membri Beatles, având remușcări pentru ce au făcut, ar fi lăsat indicii subliminale despre înlocuirea lui Paul în muzică, versuri și pozele de pe albume.
Zeci de presupuse indicii au fost găsite de fanii formației în albumele și melodiile lansate de Beatles după 1966. Acestea includ diverse mesaje subliminale ce pot fi interpretate dacă melodiile sunt ascultate invers (de exemplu, la Revolution 9, dacă secvența „number nine” este pusă invers, se poate înțelege „turn me on, dead man” - „învie-mă, mortule”, sau în melodia I'm So Tired, unde, dacă este pus învers murmurul lui John Lennon de la finalul melodiei, se poate înțelege „Paul is dead man, miss him, miss him, miss him” - „Paul este mort, mi-e dor de el”), sau în melodii ascultate normal (de exemplu în Strawberry Fields Forever, unde, la final, unii fani au înțeles că Lennon a zis „I buried Paul” - l-am îngropat pe Paul. Ulterior, Lennon a clarificat că a zis de fapt „Cranberry Sauce” - sos de merișoare).
Alt presupus indiciu ar fi coperta albumului Abbey Road, unde cei 4 Beatles sunt îmbrăcați simbolic: John Lennon e preotul, George Harrison este groparul⁠(d), Ringo Starr este cel de la pompe funebre⁠(d), iar Paul McCartney este mortul. Numărul de îmatriculare de la mașina Volkswagen Broscuță prezentă pe coperta albumului LMW281F (interpretat ca LMW28IF) este un alt presupus indiciu: "28IF" (28 dacă) sugerează că Paul ar avea 28 de ani, dacă ar mai fi în viață (în realitate, McCartney avea 27 de ani când albumul a fost lansat), în timp ce LMW ar reprezenta Linda McCartney Weeps (Linda McCartney plânge, deși Paul și Linda s-au cunoscut după presupusul accident). Faptul că Paul ține țigara în mâna dreaptă, deși el e stângaci, ar fi o altă sugestie că este de fapt o sosie. Coperta de la Abbey Road a fost parodiată de McCartney în 1993, pe albumul Paul Is Live: numărul de înmatriculare a fost schimbat în 51IS (aluzie că Paul avea 51 de ani în 1993), Paul ține lesa câinelui cu mâna stângă. 

## Negare
McCartney a zis într-un interviu din 1969 că înțelege de ce a apărut confuzia, întrucât a avut apariții mai rare în public. După ce McCartney a început să apară mai des în public, popularitatea mitului a scăzut. 

## Urmări
În noiembrie 1969, managerii de vânzări de la Capitol Records au raportat că, datorită zvonului, vânzările albumelor Beatles au crescut. Abbey Road s-a epuizat din stoc foarte rapid în SUA, depășind albumele anterioare ale formației. 
Fenomenul „morții” lui McCartney a fost un subiect divers dezbătut în anii 1970 în domenii precum sociologie, psihologie și comunicare. Legenda a fost printre zece dintre „cele mai durabile teorii ale conspirației din lume”, potrivit Revistei Time, în 2009.